# Kallipatira
Kallipatira, auch Kallipateira (altgriechisch Καλλιπάτειρα Kallipáteira, deutsch ‚die mit dem tapferen Vater‘) war eine Tochter des Diagoras aus Rhodos, des Olympioniken (Olympiasiegers) von 464 v. Chr. Ihre Familie, die Diagoriden konnte großen gymnastischen Ruhm aufweisen, denn  nicht nur ihr Vater war Olympionike, sondern auch ihre Brüder und ihr Sohn. Sie war der Überlieferung nach eine von zwei verheirateten Frauen, die den antiken Olympischen Spielen beiwohnten.
Die älteste, glaubwürdige Tradition gibt ein Fragment des Aristoteles wieder, in dem Diagoras’ Söhne Akusilaos, Damagetos und Dorieus sowie die Söhne seiner Töchter, Eukles und Peisirrodos, verzeichnet sind. Obwohl verheirateten Frauen bei Todesstrafe die Teilnahme und das Zuschauen bei den Olympischen Spielen verboten waren, wollte Diagoras’ Tochter Kallipateira dies dennoch tun und wurde anfangs von den Hellanodiken nicht zugelassen. Mit der Bemerkung, dass ihre Familie schon so viele Olympioniken hervorgebracht hatte, erreichte sie, dass ihr die Anwesenheit doch gestattet wurde.
Bei späteren Autoren liegen verschiedene Brechungen der Überlieferung vor. So geben etliche von ihnen Kallipateira einen anderen Namen, Berenice oder Pherenike. Offensichtlich waren Kallipateira und Pherenike Schwestern, beide Töchter des Diagoras, und die Erstere gebar den Eukles und die Letztere den Peisirrodos.
Valerius Maximus führt aus, dass die von ihm als Berenice titulierte Frau als Tochter eines Olympiasiegers an der Seite ihrer Brüder, die ebenfalls Olympioniken waren, den Spielen zuschauen durfte, als ihr Sohn Eukles an diesen teilnahm. Ähnlich gibt Claudius Aelianus an, dass Pherenike ihren Sohn nach Olympia begleitete und durch Berufung auf die Siege ihres Vaters und ihrer drei Brüder die Aufhebung des zuerst ausgesprochenen Verbots ihrer Anwesenheit bei den Spielen erlangte. Plinius der Ältere bemerkt nur, dass Berenice die einzige Frau war, die Vater, Brüder und Sohn zu Olympiasiegern gehabt hatte.
Laut Philostratos war Pherenike die Mutter des  Peisidoros, als dessen Trainer sie in Olympia auftrat. Da sie so muskulös gewesen sei, sei zuerst ihr Geschlecht nicht festgestellt worden. Als sie dann als Frau erkannt worden sei, habe man sie wegen des gymnastischen Ansehens ihrer Familie am Leben gelassen, doch hätten von nun an Athleten und Trainer zur Vorbeugung vor der Wiederholung eines solchen Ereignisses nackt sein müssen. Von Pausanias wird sie Kallipateira genannt, doch erwähnt der Autor, dass andere Quellen sie als Pherenike bezeichneten. Sie sei eine Witwe gewesen und habe sich in der Aufmachung eines männlichen Trainers ihres bei den Olympischen Spielen kämpfenden Sohnes Peisirrodos eingeschlichen. Als dieser gewann, habe sie aus Freude die Absperrung übersprungen, dabei aber versehentlich ihre Kleidung abgestreift; so sei ihr Geschlecht erkennbar geworden. Da sie mit so vielen Olympioniken verwandt war, habe man von der dafür vorgesehenen Bestrafung, sie vom Felsen Typaion herabzustürzen, abgesehen, doch angeordnet, dass sich fortan auch Trainer entkleiden müssten.